# 瑪甸沙勒

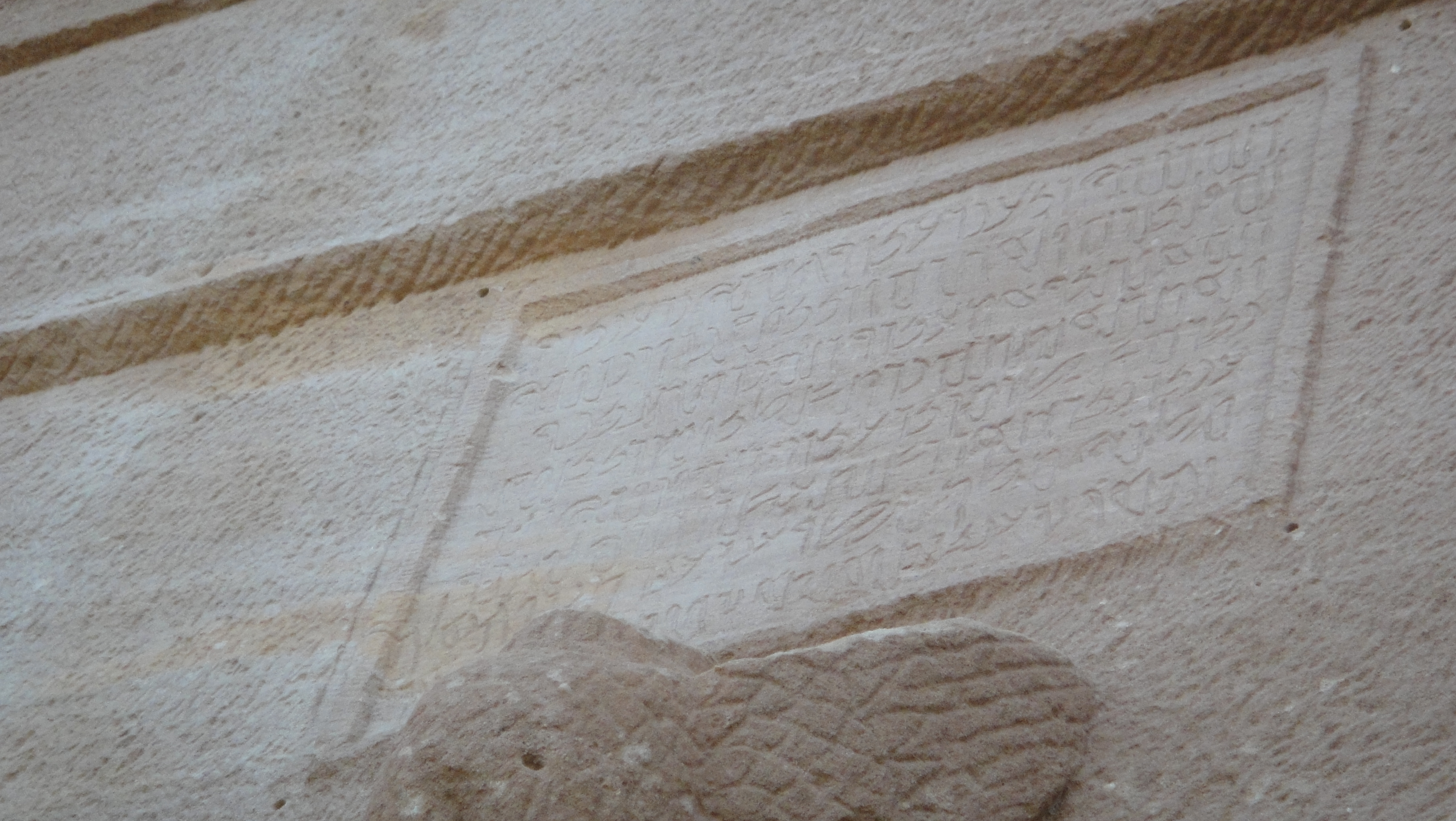
墓穴上方納巴泰王國時期的碑文

瑪甸沙勒（羅馬化：al-Ḥijr）是沙特阿拉伯的考古遺址，位於歐拉以北20公里，由麥地那省負責管轄，該處在2008年被聯合國教科文組織列入世界遺產名錄。《古兰经》记载的石谷就是这里，其中該地的原住民因不相信使者的話而遭受到安拉的懲罰。
石谷的居民確已否認使者們。我確已把我的許多跡象昭示他們，但他們背離了它。他們安全地鑿山為屋，但吶喊聲在早晨襲擊了他們。他們所謀求的，對於他們無濟於事。——馬堅譯《古蘭經》，中國社會科學出版社，1981，古蘭經『石谷章』第80-84節

## 外部連結
- World Heritage listing submission （页面存档备份，存于）
- Photo gallery at nabataea.net （页面存档备份，存于）
- Personal website on Hegra (Madain Saleh) (picture, text, map, video and sound) at hegra.fr （页面存档备份，存于）
- Photos from Mauritian photographer Zubeyr Kureemun
- Historical Wonder by Mohammad Nowfal
- Saudi Arabia's Hidden City （页面存档备份，存于） from France24
- Madain Salah: Saudi Arabia's Cursed City